# Pleiochaeta albiziae
Pleiochaeta albiziae är en svampart som först beskrevs av Petch, och fick sitt nu gällande namn av S. Hughes 1951. Pleiochaeta albiziae ingår i släktet Pleiochaeta, divisionen sporsäcksvampar och riket svampar.   Inga underarter finns listade i Catalogue of Life.